# Ensam hemma 2 – vilse i New York
Ensam hemma 2 – vilse i New York (engelska: Home Alone 2: Lost in New York) är en amerikansk komedifilm från 1992 i regi av Chris Columbus. I huvudrollerna ses Macaulay Culkin, Joe Pesci och Daniel Stern. Filmen hade biopremiär i USA den 20 november 1992 och Sverigepremiär den 25 december samma år.
Filmen är andra delen av Ensam hemma-serien, men skildrar trots namnet inte någon som befinner sig ensam i sitt hem.

## Handling
Familjen McCallister förbereder sig för att fira julen i Florida. 10-årige Kevin, Peter och Kates yngste son, ser Florida som kontrast till den julmiljö han gillar, främst på grund av avsaknaden av julgranar. Under skolans julkonsert blir Kevin, då han sjunger solo, hånad av storebror Buzz, och Kevin beslutar sig för att ge igen. Kevin vägrar att be om ursäkt för sina handlingar, fortfarande sur på familjens beslut att resa till Florida, och rusar upp på tredje våningen i familjens hus, och önskar han hade egna pengar att resa på semester själv för. Under natten återställs familjens väckarklocka, så att familjen nästan försover sig. Medan de jäktar till flygplatsen hamnar Kevin i ett flygplan på väg mot New York och laddar sin freestyle med nya batterier, medan familjen landar i Florida utan att ha tänkt på att Kevin inte är med. Samtidigt i New York lyckas Kevin ta in på Plaza Hotel, men blir rädd då han stöter på en äldre kvinna som matar duvorna.
På julafton åker Kevin limousine runt staden. Han besöker en leksaksaffär där han träffar dess filantropiske ägare Herr Duncan, som skänker Kevin ett par keramikduvor och säger åt honom att ge dem till någon som symbol på evig vänskap. Samtidigt har banditerna Harry Lime och Marv Merchants rymt ur fängelset och jagar Kevin. Hotellets concierge Hector upptäcker att Kevins kreditkort är stulet. Kevin flyr, men stoppas av banditerna som planerar att bryta sig in i leksaksaffären, innan Kevin åter flyr och gömmer sig bakom en häst och en vagn.

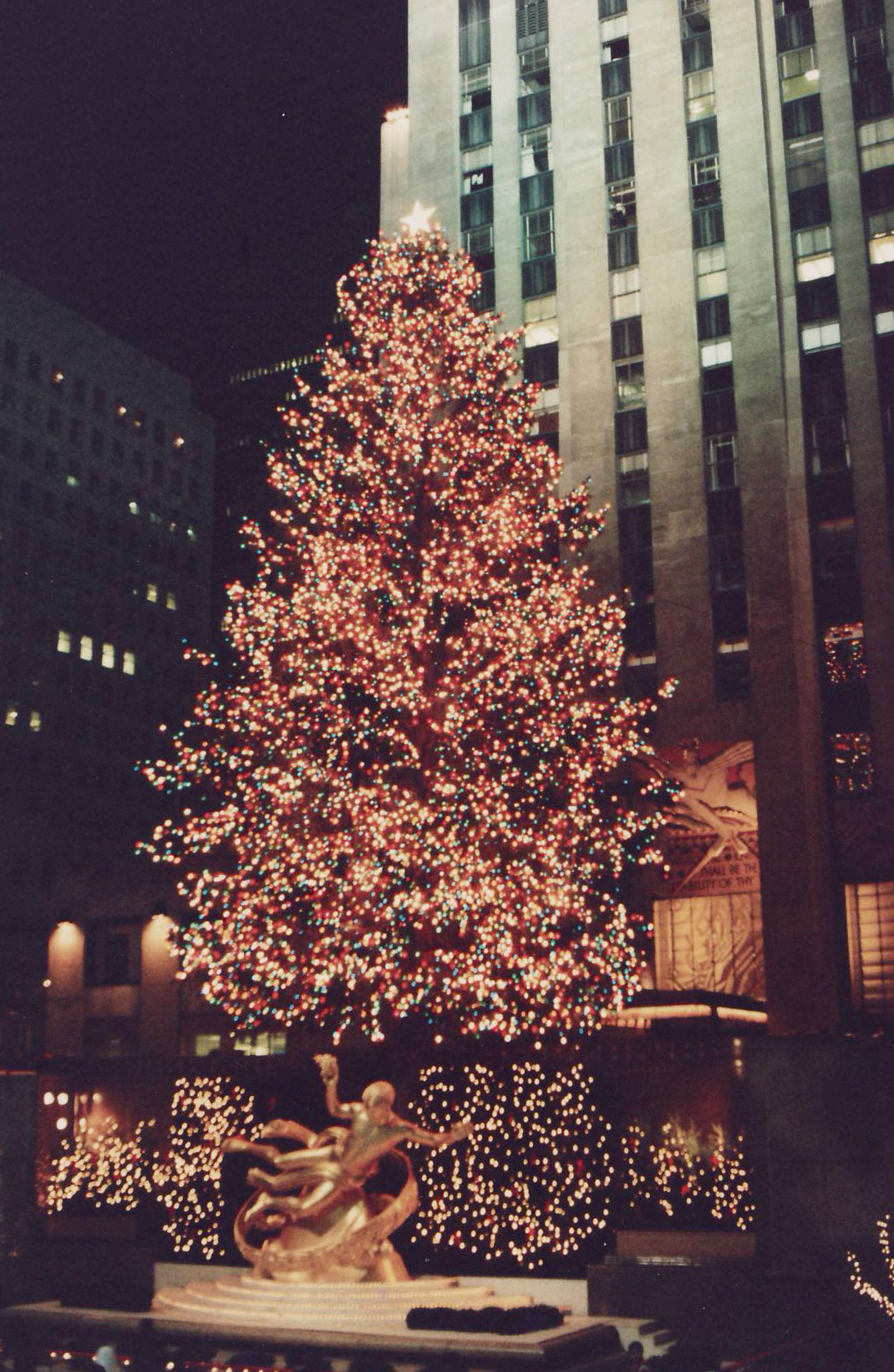
Rockefeller Centers julgran syns mot slutet av filmen.

I Florida får familjen McCallister reda på att Kevin använt Peters kreditkort i New York. Familjen tar sig till New York där Kate letar efter Kevin. Då Kevin vet att hans farbror Rob har ett hus i staden försöker Kevin besöka honom, men huset är tomt på grund av renovering. I Central Park stöter han återigen på damen med duvorna, men fastnar i fötterna då han försöker befria henne. Efter att hon befriat honom följer de från ett takloft på Carnegie Hall hur en symfoniorkester spelar Adeste Fideles nedanför. Hon berättar för Kevin hur hennes liv rasat samman, och hur hon hanterat detta genom att ta hand om duvorna. Han lovar att bli hennes vän.
Kevin tar sig sedan tillbaka till sin farbrors hus, och sätter upp diverse fällor för banditerna, och återvänder sedan till leksaksaffären och kastar en tegelsten med ett meddelande mot skyltfönstret för att starta butiksalarmet. Banditerna följer Kevin i hans farbrors hus, men fastnar i fällorna. Kevin flyr till en telefonkiosk och slår USA:s nödnummer 911. Banditerna fångar upp Kevin då han halkar på isen, och tar honom till Central Park för att döda honom. Damen med duvorna dyker då upp bakom dem och kastar fågelfrön mot dem medan Kevin sätter igång fyrverkerier han tidigare köpt för att visa polisen vägen. Kort därpå arresteras banditerna. I leksaksaffären hittar Herr Duncan meddelandet och förstår Kevins roll i stoppandet av banditerna.
Kate stöter på två poliser på Times Square, och minns Kevins förkärlek till julgranar. Kevin får till slut syn på Kate. En lastbil från leksaksaffären kommer till slut till Plaza Hotel på juldagsmorgonen, med julklappar till Kevins familj som tack för att han stoppade banditerna. Buzz säger att eftersom det är tack vare Kevin de får julklapparna, bör han få börja öppnandet. Under firandet rusar Kevin ut till damen med duvorna och ger henne en turturduva. Buzz erhåller Kevins rumsbetjäningsräkning på $967.43, och Peter ropar på Kevin att han spenderade $967 på rumsbetjäning, medan Kevin rusar tillbaka och filmen slutar.

## Om filmen
- Efter 11 september-attackerna 2001 klipptes scenen med World Trade Centers tvillingtorn bort vid TV-visningar. Däremot syns de i DVD-versionen.
- Den svartvita filmen som Kevin sitter och tittar på i de två första Ensam hemma-filmerna är en parodi på gangsterfilmen Panik i gangstervärlden.[6]
- Donald Trump (som då ägde Plaza Hotel) har en flyktig cameoroll och en replik, "down the hall, and to the left" ("rakt fram, och sen till vänster"), när Kevin frågar honom var hotellobbyn ligger.[källa behövs]

## Rollista i urval
- Macaulay Culkin – Kevin McCallister
- Joe Pesci – Harry Lime
- Daniel Stern – Marvin "Marv" Merchants
- Catherine O'Hara – Kate McCallister
- John Heard – Peter McCallister
- Kieran Culkin – Fuller McCallister
- Brenda Fricker – fågelkvinnan
- Rob Schneider – Cedric
- Tim Curry – Mr Hector, concierge
- Eddie Bracken – E.F. Duncan
- Donald Trump – som sig själv (cameo)

## Musik i filmen i urval
- All Alone on Christmas, text och musik: Steven Van Zandt, framförd av: Darlene Love
- My Christmas Tree, text och musik: Jack Feldman och Alan Menken, framförd av: Home Alones barnkör
- A Holly Jolly Christmas, text och musik: Johnny Marks, framförd av: Alan Jackson
- Jingle Bell Rock, text och musik: Joe Beal och Jim Boothe, framförd av: Bobby Helms
- Sleigh Ride, text och musik: Leroy Anderson och Mitchell Parish, framförd av: TLC
- It's Beginning to Look a Lot Like Christmas, text och musik: Meredith Willson, framförd av: Johnny Mathis
- It's the Most Wonderful Time of the Year, text och musik: Eddie Pola och George Wyle, framförd av: Andy Williams
- Christmas All Over Again, text och musik: Tom Petty, framförd av: Tom Petty & The Heartbreakers
- Somewhere in My Memory, musik: John Williams, text: Leslie Bricusse, framförd av: Bette Midler
- Adeste Fideles (O Come, All Ye Faithful), musik: John Francis Wade, instrumental
- Silver Bells, text och musik: Jay Livingston och Ray Evans, framförd av: Atlantic Starr

### Fotnoter
1. ↑  ”Home Alone 2: Lost in New York” (på engelska). Box Office Mojo. http://www.boxofficemojo.com/movies/?page=main&id=homealone2.htm. Läst 26 december 2015.
2. ↑  ”Home Alone 2: Lost in New York” (på engelska). Box Office Mojo. 20 november 1992. http://www.boxofficemojo.com/movies/?id=homealone2.htm. Läst 3 september 2016.
3. ↑  ”Home Alone II: Lost in New York”. Svenska filminstitutet. 25 december 1992. http://sfi.se/sv/svensk-filmdatabas/Item/?type=MOVIE&itemid=17069&ref=%2ftemplates%2fSwedishFilmSearchResult.aspx%3fid%3d1225%26epslanguage%3dsv%26searchword%3dEnsam+hemma+2%26type%3dMovieTitle%26match%3dBegin%26page%3d1%26prom%3dFalse. Läst 3 september 2016.
4. ↑  Anna-Carin Pihl (13 december 1992). ”Filmdoldis trots flera storsuccéer”. Dagens nyheter. http://www.dn.se/arkiv/teater/filmdoldis-trots-flera-storsucceer-ensam-hemma-2-snart-har/. Läst 9 september 2017.
5. ↑  Ryan Glab (23 december 2015). ”Best movie series: sequels, trilogies, and sagas, oh my!” (på engelska). Ryanglab. Arkiverad från originalet den 27 december 2015. https://web.archive.org/web/20151227093520/http://www.ryanglab.com/category/lists/. Läst 26 december 2015.
6. ↑  King, Darryn. ”Inside the Making of Home Alone’s Fake Gangster Movie” (på engelska). Vanity Fair. http://www.vanityfair.com/hollywood/2015/12/home-alone-gangster-movie. Läst 23 december 2016.